# Millares
Millares település Spanyolországban, Valencia tartományban. Millares Bicorp, Cortes de Pallás, Dos Aguas, Quesa és Tous községekkel határos. Lakosainak száma 329 fő (2024).

## Népesség
A település népessége az utóbbi években az alábbiak szerint változott:
| Lakosok száma | 616  | 567  | 517  | 502  | 451  | 395  | 349  | 345  | 339  | 329  |
|               | 2001 | 2004 | 2007 | 2009 | 2012 | 2014 | 2017 | 2019 | 2022 | 2024 |